# Gis (muziek)
De Gis is een met een halve toon verhoogde G. Het is in de gelijkzwevende stemming dezelfde toon als de As (A♭), een met een halve toon verlaagde A. 
De Gis wordt geschreven als G♯.

## Octavering
| Musicologische notatie | Helmholtznotatie | Octaafnaam           | Frequentie (Hz) |
| ---------------------- | ---------------- | -------------------- | --------------- |
| G♯-1                   | G♯,,,            | Subsubcontra-octaaf  | 12.978          |
| G♯0                    | G♯,,             | Subcontra-octaaf     | 25.957          |
| G♯1                    | G♯,              | Contra-octaaf        | 51.913          |
| G♯2                    | G♯               | Groot octaaf         | 103.826         |
| G♯3                    | g♯               | Klein octaaf         | 207.652         |
| G♯4                    | g♯′              | Eéngestreept octaaf  | 415.305         |
| G♯5                    | g♯′′             | Tweegestreept octaaf | 830.609         |
| G♯6                    | g♯′′′            | Driegestreept octaaf | 1661.219        |
| G♯7                    | g♯′′′′           | Viergestreept octaaf | 3322.438        |
| G♯8                    | g♯′′′′′          | Vijfgestreept octaaf | 6644.875        |
| G♯9                    | g♯′′′′′′         | Zesgestreept octaaf  | 13289.75        |